# Gąska wierzbowa

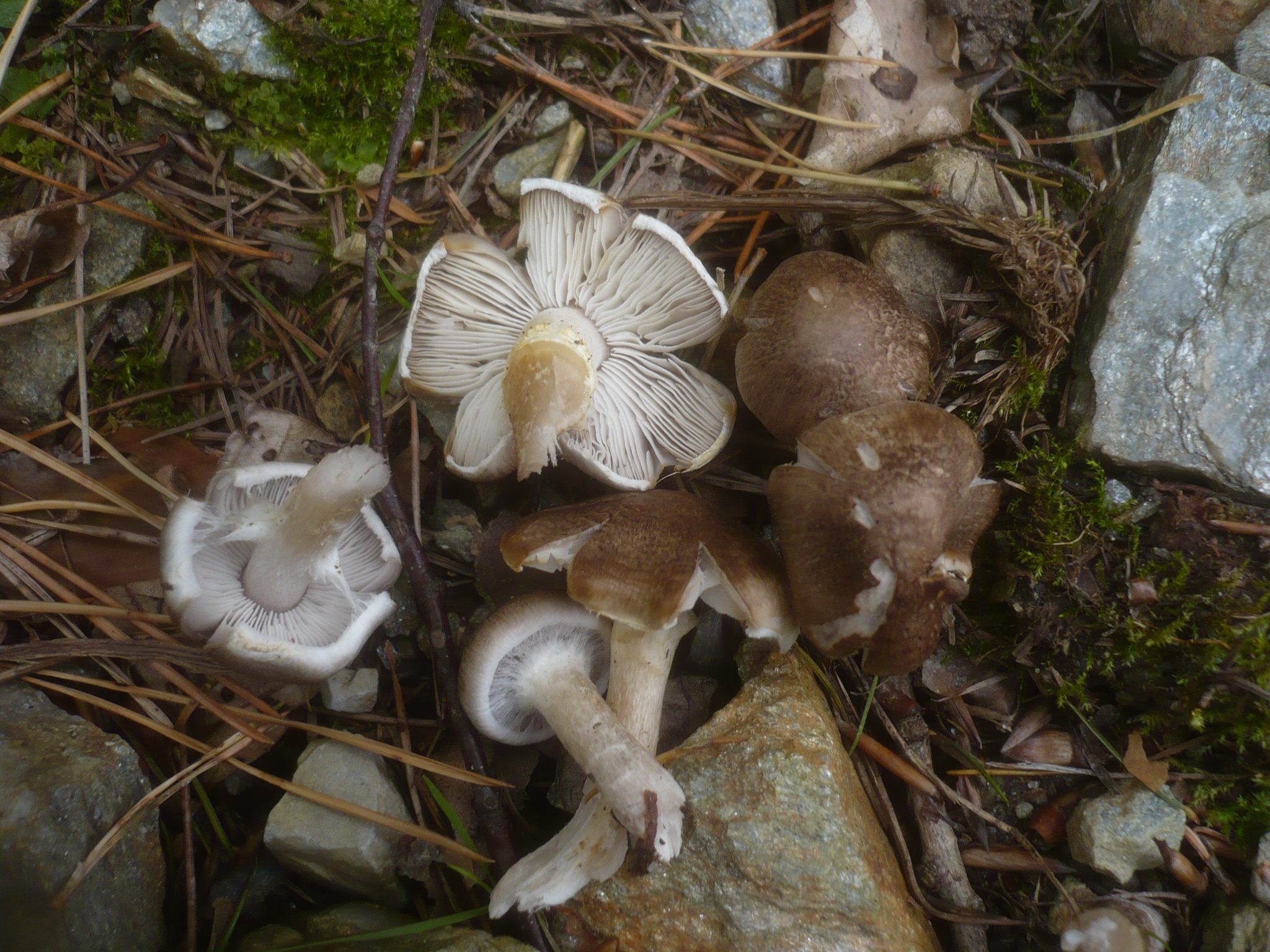

Gąska wierzbowa (Tricholoma cingulatum (Almfelt ex Fr.) Jacobasch) – gatunek grzybów należący do rzędu pieczarkowców (Agaricales).

## Systematyka i nazewnictwo
Pozycja w klasyfikacji według Index Fungorum: Tricholoma, Tricholomataceae, Agaricales, Agaricomycetidae, Agaricomycetes, Agaricomycotina, Basidiomycota, Fungi.
Po raz pierwszy opisali go w 1830 r. Almfelt i Elias Fries, nadając mu nazwę Agaricus cingulatus. Obecną nazwę nadał mu Ernst Jacobasch w 1892 r. Pozostałe synonimy:
- Armillaria cingulata (Almfelt ex Fr.) P. Karst. 1879
- Tricholoma cingulatum var. alboflavescens Bidaud & Thévenard 2003[2].

Nazwę polską zaproponował Władysław Wojewoda w 2003 r.

## Morfologia
Kapelusz
O średnicy 3–5 cm, początkowo wypukły, potem płaskowypukły, z niskim garbkiem. Powierzchnia sucha, matowa, biała do szarawej, pokryte delikatnymi włókienkami w kolorze od szarobrązowego do oliwkowego. Brzeg w młodym wieku podwinięty, często nieregularnie falisty.
Blaszki
O szerokości 2–4 mm, z blaszeczkami (l = 1–3), wolne, wyraźnie białawe do kremowych.
Trzon
Wysokość 3–5 cm, szerokość 1–1,5 cm, cylindryczny, o powierzchni włókienkowatej do łuskowatej. Jego charakterystyczną cecha jest strefa pierścieniowa; powyżej niej jest biały, poniżej brązowy.
Miąższ
Mięsisty, biały do kremowego.
Cechy mikroskopowe
Bazydiospory 5,5–6,2–7,2 × 3,0–3,5–4,2 µm, Q = 1,25–1,38, szeroko elipsoidalne, nieamyloidalne. Podstawki 15–30 × 8,0–10 µm, maczugowate do prawie maczugowatych, szkliste, cienkościenne, 4-zarodnikowe, ze sterygmami o długości 2–3 μm. Trama blaszek regularna, złożona z bezbarwnych, czasem rozgałęzionych, cienkościennych strzępek o średnicy 4–10 µm na środku. Skórka typu cutis, złożona z nieregularnie ułożonych nitkowatych strzępek 50–180 × 4–8 μm.

## Występowanie
Znane jest występowanie gąski wierzbowej w Europie, Ameryce Północnej i Azji. W Polsce Władysław Wojewoda w 2003 r. przytoczył tylko jedno stanowisko, ale w późniejszych latach podano wiele następnych, a najbardziej aktualne podaje internetowy atlas grzybów. Znajduje się na liście gatunków zagrożonych i wartych objęcia ochroną.
Naziemny grzyb mykoryzowy występujący pod wierzbami i topolami.